# Re'im
Re'im (hebreu: רֵעִים‎) és un quibuts secular al sud de l'estat d'Israel, a prop de la Franja de Gaza. Situat a la confluència del riu Bessor i el riu Gerar al nord-oest del desert del Nègueb, cau sota la jurisdicció del Consell Regional d'Eixkol.

## Història
Re'im va ser fundat l'any 1949 per membres de la Federació d'escoltisme d'Israel que van ser desmobilitzats del Palmah. El quibuts va ser planificat per l'arquitecte Hanan Habaron, un dels fundadors del quibuts i membre fins a la seva mort el 2002. L'estil ascètic es va descriure com una expressió visual de les visions del món social i arquitectònica d'Habaron.
Es troba entre les carreteres 232 i 234 al Nègueb occidental. El jaciment arqueològic de Tell Jemmeh es troba a l'oest del quibuts. A l'oest de Re'im hi ha el quibuts Kissufim, i al nord el de Be'eri. Va ser anomenat Re'im en memòria dels membres dels Gar'in que van morir a la guerra arabo-israeliana de 1948. El nom significa «amics» i va ser extret del Llibre dels Proverbis (18:24).
Les Forces de Defensa d'Israel (FDI) tenen una base prop del quibuts. Abans del pla de retirada unilateral israeliana de 2005 la base s'utilitzava com a campament per a les tropes d'evacuació. Després de la separació, Re'im es va convertir en l'objectiu dels coets Qassam disparats des de la Franja de Gaza. L'any 2008, les tropes de les FDI a la base pròxima a prop de Nahal Oz van sol·licitar que la base es traslladés a la zona prop de Re'im, allunyada de l'abast dels morters de Hamàs.
El 7 d'octubre de 2023, Re'im va ser envaït breument pels militants de Hamàs provocant desenes de víctimes israelianes a la zona. El mateix dia, durant un festival de música electrònica als terrenys del quibuts, els militants de Hamàs van atacar l'esdeveniment, disparant indiscriminadament a la multitud i causant centenars de víctimes, amb persones assassinades i d'altres fetes ostatges.

## Economia
L'economia del quibuts es basa en l'agricultura i una fàbrica de làser, Isralaser. IsraBig, que fabrica matrius per a estampació, també té una fàbrica a Re'im. El quibuts també té un negoci de lloguer d'habitacions, inclosa una tenda d'allotjament beduïna.
L'any 2008, Re'im es va embarcar en un projecte que la va convertir en la primera comunitat d'Israel a dependre totalment de l'energia solar per al consum domèstic. Sunday, una empresa que comercialitza aquesta tecnologia a Israel, va instal·lar plaques solars als 130 terrats del quibuts i l'excedent d'energia es ven a l'Israel Electric Company.